# Europeesche Verzekeringen
Europeesche Verzekeringen is een verzekeringsmaatschappij die verzekeringen voor reizen en recreatie aanbiedt. Daartoe behoren reis- en annuleringsverzekeringen, verzekeringen voor boten, motoren en oldtimers en verzekeringen van activiteiten als watersporten, golfen en kamperen.

## Geschiedenis
Europeesche Verzekeringen werd op 25 mei 1920 opgericht, in samenwerking met de Nederlandse Spoorwegen, onder de naam NV Europeesche Goederen en Reisbagage Verzekering Maatschappij. De maatschappij hoorde bij de Europäische Güter und Reisegepäckversicherungs-AG, in 1907 opgericht door de Hongaarse houthandelaar Max von Engel. Tot de Tweede Wereldoorlog had deze maatschappij 22 Europese zustermaatschappijen die samenwerkten met de spoorwegmaatschappijen.
In Nederland konden reizigers verzekeringszegels en later polissen van de Europeesche aan het stationsloket kopen. Vanaf de jaren dertig werden ook fietsverzekeringen, ongevallenverzekeringen voor vliegtuigpassagiers en ziektekostenverzekeringen verkocht. De Nederlandsche maatschappij had ook een agentschap in Nederlands-Indië.
Direct na de oorlog wilde de Nederlandse regering de Europeesche verbeurd verklaren. Directeur Botman en commissaris Knecht wisten dit te voorkomen en kochten 8% van de aandelen. De Nederlandse Spoorwegen kocht 40% en het resterende belang van 52% bleef eigendom van de Zwitserse Union Rückversicherungs-Gesellschaft, dat tijdens de oorlog de eigendom van alle 22 maatschappijen had overgenomen. De NS verkocht zijn aandelen 1987 aan Stad Rotterdam. In 1998 deed ook Union de laatste aandelen over aan Stad Rotterdam..
In 1998 behoorde Stad Rotterdam al tot de verzekeringsgroep ASR Nederland en de Europeesche Verzekeringen hoort sinds dat jaar eveneens bij ASR. Sinds 3 oktober 2008 is ASR Nederland genationaliseerd en volledig eigendom van de Staat der Nederlanden. In 2016 verkocht de staat de eerste aandelen en in september 2017 was ASR weer volledig geprivatiseerd.

## Trivia
- Von Engel kreeg het idee voor een verzekering van koffers en andere bagage toen hij in 1907 op een station stond. Wie zich in die jaren kon veroorloven te reizen, had vaak kostbare bagage bij zich. Von Engel was bang dat rook en vonken van de stoomlocomotief zijn koffer konden beschadigen en zocht een verzekering. Toen hij die niet vond, richtte hij er zelf een op.
- Begin jaren vijftig opende de Europeesche een agentschap in Zuid-Afrika. Het werd geen succes, mede door de corruptie in het land; in 1958 trok de maatschappij zich uit het land terug.[1]